# Gandapur
Els gandapur són una tribú paixtu que viu al territori de Daman, al districte de Dera Ismail Khan. Emigraren de l'Afganistan al segle xvii i es van establir a una vila que es diu Kulachi. Va participar en guerres tribals al curs del segle xviii. Sota autoritat britànica al segle xix, van esdevenir sedentaris. Modernament la identitat tribal s'ha perdut i la tribu s'ha fusionat amb la resta de la població.

## Referència
1. ↑  Gazetter of Dera Ismail Khan District, Lahore 1884.